# DMZ (groupe)
 (novembre 2015).
Si vous disposez d'ouvrages ou d'articles de référence ou si vous connaissez des sites web de qualité traitant du thème abordé ici, merci de compléter l'article en donnant les références utiles à sa vérifiabilité et en les liant à la section « Notes et références ».
Pour les articles homonymes, voir DMZ.
DMZ (abréviation de demilitarized zone) est un groupe de rock américain localisé à Boston, influencé par le son de Détroit (MC5, The Stooges).

## Histoire
DMZ enregistre son premier album en avril 1977 avec le producteur Craig Leon. 
Le groupe se retrouve pour plusieurs concerts en 1993.

## Membres
- David Robinson (musique) : batterie
- Jeff Conolly
- Rick Coraccio
- Jack Hickey (musique)
- Mike Lewis

## Discographie
- 1977 EP DMZ  (Bomp!)

- 1978 LP DMZ  (Sire)

- 1981 LP Relics (Voxx Bomp!)

- 1986 LP Live At Barnaby's - 1978

- 2001 LP CD Live at the Rat